# Chrysogorgia anastomosans
Chrysogorgia anastomosans är en korallart som beskrevs av W. Versluys 1902. Chrysogorgia anastomosans ingår i släktet Chrysogorgia och familjen Chrysogorgiidae. Inga underarter finns listade i Catalogue of Life.